# Aerostyle Breezer
 (janvier 2016).
Si vous disposez d'ouvrages ou d'articles de référence ou si vous connaissez des sites web de qualité traitant du thème abordé ici, merci de compléter l'article en donnant les références utiles à sa vérifiabilité et en les liant à la section « Notes et références ».
Le Aerostyle Breezer est un avion ultra-léger monomoteur qui peut-être vendu en kit ou en pièces détachées.